# Nobelprijsmuseum
Het Nobelprijsmuseum of Nobelmuseum is een museum in Stockholm gewijd aan de Nobelprijs en Alfred Nobel.
Het museum is tezamen met de Zweedse Academie en de Nobelbibliotheek gevestigd in het voormalige beursgebouw van Stockholm (Börshuset) aan de noordzijde van het plein Stortorget in Gamla Stan. Het museum opende in 2001, het jubileumjaar van de Nobelprijs. In 2019 werd de oorspronkelijke Zweedse naam Nobelmuseet veranderd in het Engelstalige Nobel Prize Museum.

## Afbeeldingen

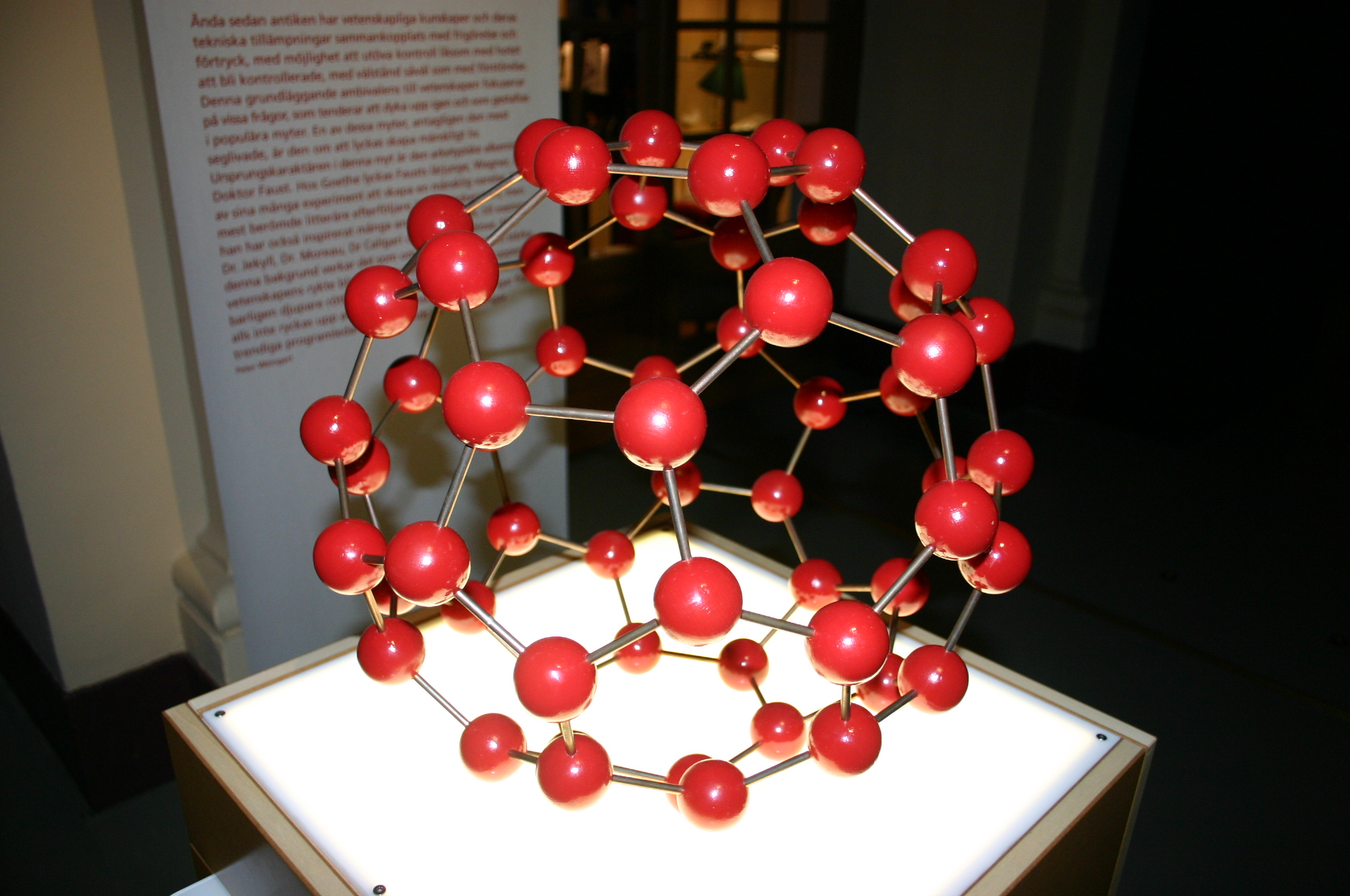
Een model van Fullereen
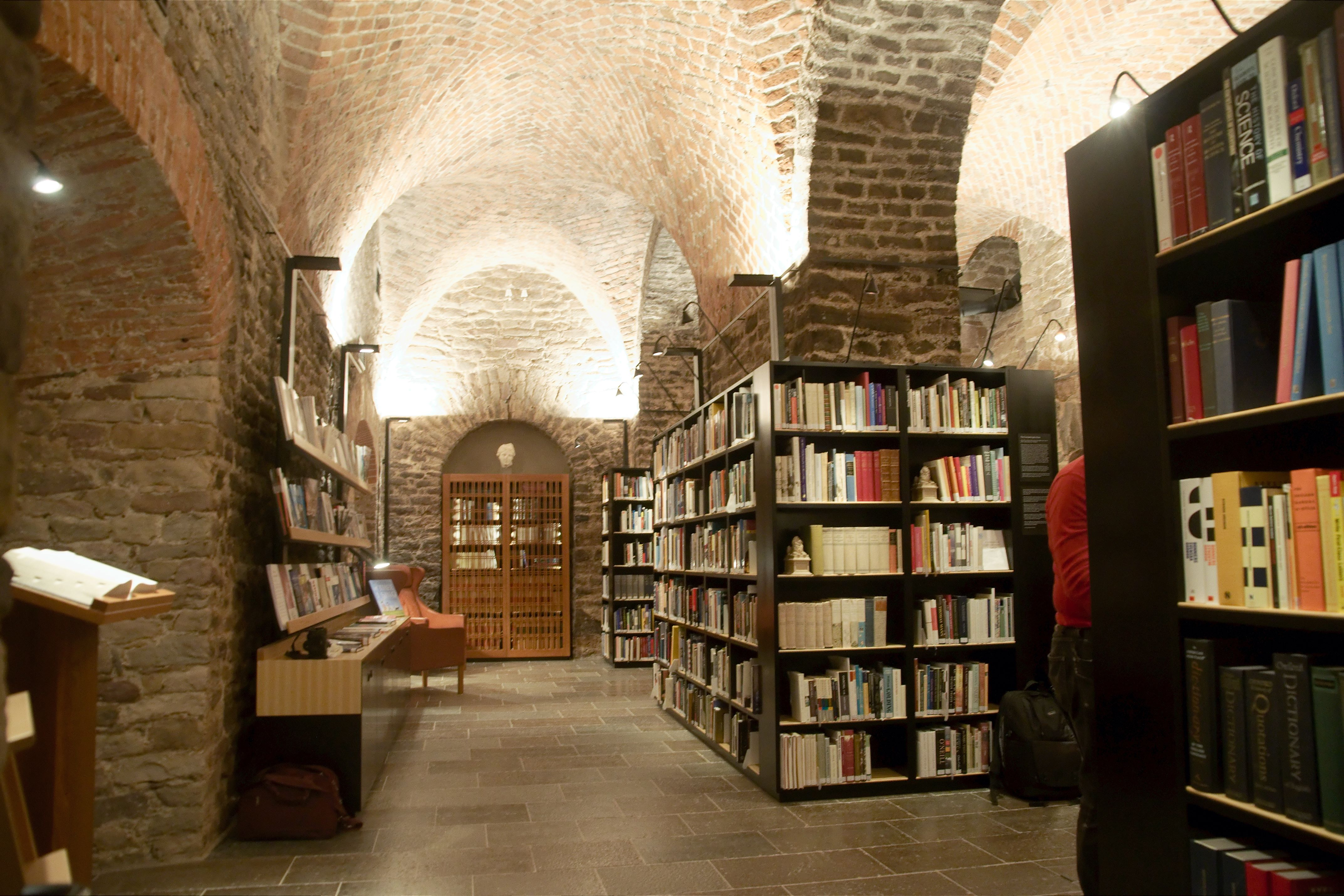
Museum